# Zjelezino
Zjelezino (bulgariska: Железино) är ett distrikt i Bulgarien.   Det ligger i kommunen Obsjtina Ivajlovgrad och regionen Chaskovo, i den södra delen av landet, 260 km sydost om huvudstaden Sofia.
Trakten runt Zjelezino består till största delen av jordbruksmark. Runt Zjelezino är det glesbefolkat, med 9 invånare per kvadratkilometer.